# Принцеса Мононоке
«Принцеса Мононоке» (яп. もののけ姫, Mononoke-hime, англ. Princess Mononoke, досл. «Бісиця-панна») — японський анімаційний фільм, що вийшов на студії Ghibli 12 липня 1997 року. Режисер — Міядзакі Хаяо.
На 1 березня 2024 року фільм займав 82-гу позицію у списку 250 кращих фільмів за версією IMDb.

## Сюжет
Сюжет фільму розповідає про долю хлопця Асітаки зі стародавнього племені еміші. Під час нападу на село величезного кабана (одержимого демоном ненависті) хлопець вбив його, але був проклятий. Йому довелося піти від свого народу, щоб знайти спосіб позбутися прокляття. Мандруючи, Асітака дійшов до міста-заводу Татара-ба, біля якого був розташований ліс Звіро-Богів. Правила містом владна і розумна жінка Ебосі.
Гігантські тварини лісу постійно нападали на людей, бо ті вирубували ліс, для видобутку металу та потреб селища.
Жителі міста регулярно відправляли каравани, що вивозили метал і поверталися з харчами та іншими товарами. На один з таких караванів нападають вовки (управляла ними Мононоке, яку її «побратими» називали Сан). Асітака, що був неподалік, врятував двох містян і, пройшовши через ліс, привів їх в поселення.
Через деякий час Асітака дізнався, що саме куля, відлита в «Залізному місті» поранила кабана, довела його до сказу і перетворила на чудовисько. Ебосі нічого не могла зробити з прокляттям, що вбиває Асітаку.
Поки Асітака перебував в Татара-ба, Сан вирішила напасти на місто, щоб вбити «головну злочинницю», яка знищує Ліс — Ебосі. Її спроба провалилася й Асітака виніс непритомну дівчину за ворота. При цьому одна з мешканок Татара-ба вистрілила в нього з рушниці.
Сан звернулася до Бога лісу (схожого на Оленя), щоб врятувати життя хлопця. Проте прокляття не зникло. «Мати» Сан, повелителька вовків, побоюючись незнайомця, наказала йому покинути межі лісу.
Війна між людьми та тваринами досягає піка. Асітака повинен зробити вибір на якому боці битися. За Мононоке, яка вважає себе однією з Вовчого племені, або за містян, що руйнують заповідний світ природи заради особистих інтересів.
Проте, якщо в Асітаки ще є сумніви, до кого приєднатися, то Ебосі діє без вагань. Вона одержима бажанням убити Бога лісу. Без нього всі звірі втратять магічну силу і стануть безпечні. Їй допомагає чернець Джіко-бо, що має наказ від імператора принести голову рогатого бога, яка дарує безсмертя.
Витівка Ебосі увінчується успіхом. Шіші-Ґамі мертвий, ліс гине, ось тільки разом з ним гине і Татара-ба. Страшна сила Смерті вирвалася на свободу. Мононоке та Асітака можуть протистояти їй тільки разом. Лише мужність і розум хлопця допомагають йому успішно подолати всі труднощі та заслужити прихильність вовчої принцеси.

## Персонажі

Сан

Асітака

Ебосі

Мононоке (Сан) — у ранньому дитинстві була кинута батьками та вирощена Богинею-Вовчицею. Звірі називають дівчину Сан. Готова віддати життя за свій ліс і його мешканців. До людей (за винятком Асітаки) ставиться зі зневагою.
Сейю: Ішіда Юруко
Асітака — єдиний принц стародавнього племені еміші. Розумний, мужній та добрий хлопець. Вимушений шукати спосіб позбутися прокляття ненависті, яким його «заразив» демон-кабан. Закоханий в Принцесу Мононоке.
Сейю: Мацуда Йоджі
Ебосі — глава міста Татара-ба. Попри свою ненависть до мешканців чарівного лісу, Ебосі не жорстока сама по собі. Владна, розумна, вона не зупиниться ні перед чим, щоб досягти своїх цілей.
Сейю: Танака Йоко

## Музика
Princess Mononoke: Music from the Motion Picture — саундтрек альбом до анімаційного фільму «Princess Mononoke». Композитор — Хісайсі Дзьо. У записі альбому брав участь Токійський філармонічний оркестр.
Згодом альбом перевидали під назвою «Princess Mononoke: Symphony Suite». В записі цієї версії альбому брав участь Чеський філармонічний оркестр.
Список композицій:
1. «The Legend of Ashitaka» — 1:41
2. «The Demon God» — 3:53
3. «The Journey to the West» — 2:35
4. «The Demon Power» — 0:38
5. «The Land of the Impure» — 3:01
6. «The Encounter» — 0:54
7. «Kodamas» — 2:29
8. «The Forest of the Gods» — 0:42
9. «Evening at the Ironworks» — 0:41
10. «The Demon God II — The Lost Mountains» — 0:58
11. «Lady Eboshi» — 2:50
12. «The Tatara Women Work Song» — 1:31
13. «The Furies» — 1:30
14. «The Young Man from the East» — 1:27
15. «Requiem» — 2:23
16. «Will to Live» — 0:33
17. «San and Ashitaka in the Forest of the Deer God» — 1:41
18. «Princess Mononoke Theme Song Instrumental Version» — 2:10
19. «Requiem II» — 2:16
20. «Princess Mononoke Theme Song» — 3:34
21. «The Battle Drums» — 2:49
22. «The Battle in Front of the Ironworks» — 1:28
23. «The Demon Power II» — 2:31
24. «Requiem III» — 0:57
25. «The Retreat» — 1:32
26. «The Demon God III» — 1:16
27. «Adagio of Life and Death» — 2:10
28. «The World of the Dead» — 1:29
29. «The World of the Dead II» — 1:34
30. «Adagio of Life and Death II» — 1:09
31. «Ashitaka and San» — 3:14
32. «Princess Mononoke Theme Song» — 1:25
33. «The Legend of Ashitaka Theme» — 5:50

## Нагороди
| Нагорода / Публікація          | Рік  | Категорія                                                                          | Номінант / робота            | Результат        | Прим.  |
| ------------------------------ | ---- | ---------------------------------------------------------------------------------- | ---------------------------- | ---------------- | ------ |
| Kinema Junpo                   | 1997 | Best Ten (Critics' Choice)                                                         | Принцеса Мононоке            | Шаблон:Runner up | [ 10 ] |
| Kinema Junpo                   | 1997 | Best Ten (Readers' Choice)                                                         | Принцеса Мононоке            | Перемога         | [ 10 ] |
| Kinema Junpo                   | 1997 | Best Director (Readers' Choice)                                                    | Міядзакі Хаяо                | Перемога         | [ 10 ] |
| 52nd Mainichi Film Awards      | 1997 | Best Film                                                                          | Принцеса Мононоке            | Перемога         | [ 11 ] |
| 52nd Mainichi Film Awards      | 1997 | Best Animation Film                                                                | Принцеса Мононоке            | Перемога         | [ 11 ] |
| 52nd Mainichi Film Awards      | 1997 | Japanese Movie Fans' Choice                                                        | Принцеса Мононоке            | Перемога         | [ 11 ] |
| 10th Nikkan Sports Film Awards | 1997 | Best Director                                                                      | Міядзакі Хаяо                | Перемога         | [ 12 ] |
| 10th Nikkan Sports Film Awards | 1997 | Yūjirō Ishihara Award                                                              | Принцеса Мононоке            | Перемога         | [ 12 ] |
| 1st Japan Media Arts Festival  | 1997 | Grand Prize in Animation                                                           | Принцеса Мононоке            | Перемога         | [ 10 ] |
| 7th Tokyo Sports Film Award    | 1997 | Best Director                                                                      | Принцеса Мононоке            | Перемога         | [ 10 ] |
| Osaka Film Festival            | 1997 | Special Award                                                                      | Принцеса Мононоке            | Перемога         | [ 10 ] |
| 21st Fumiko Yamaji Award       | 1997 | Cultural Award                                                                     | Toshio Suzuki                | Перемога         | [ 13 ] |
| 15th Golden Gross Award        | 1997 | Gold Award                                                                         | Принцеса Мононоке            | Перемога         | [ 14 ] |
| 39th Japan Record Awards       | 1997 | Best Composer                                                                      | Joe Hisaishi                 | Перемога         | [ 15 ] |
| 39th Japan Record Awards       | 1997 | Best Album Production                                                              | Princess Mononoke Soundtrack | Перемога         | [ 15 ] |
| 21st Japan Academy Film Prize  | 1998 | Picture of the Year                                                                | Принцеса Мононоке            | Перемога         | [ 17 ] |
| 21st Japan Academy Film Prize  | 1998 | Special Award                                                                      | Yoshikazu Mera               | Перемога         | [ 17 ] |
| 40th Blue Ribbon Awards        | 1998 | Special Award                                                                      | Принцеса Мононоке            | Перемога         | [ 10 ] |
| 22nd Hochi Film Awards         | 1998 | Special Award                                                                      | Принцеса Мононоке            | Перемога         | [ 18 ] |
| 12th Takasaki Film Festival    | 1998 | Best Director                                                                      | Hayao Miyazaki               | Перемога         | [ 19 ] |
| Elan d'or Awards               | 1998 | Special Prize                                                                      | Принцеса Мононоке            | Перемога         | [ 10 ] |
| 28th Annie Awards              | 2000 | Outstanding Individual Achievement for Directing in an Animated Feature Production | Hayao Miyazaki               | Номінація        | [ 20 ] |
| 4th Golden Satellite Awards    | 2000 | Best Animated or Mixed Media Film                                                  | Princess Mononoke            | Номінація        | [ 21 ] |
| 27th Saturn Awards             | 2001 | Best Home Video Release                                                            | Princess Mononoke            | Перемога         | [ 22 ] |
| 36th Nebula Awards             | 2001 | Best Script                                                                        | Princess Mononoke            | Номінація        | [ 23 ] |